# Apodanthera mucronata
Apodanthera mucronata är en gurkväxtart som beskrevs av Célestin Alfred Cogniaux. Apodanthera mucronata ingår i släktet Apodanthera och familjen gurkväxter. Inga underarter finns listade i Catalogue of Life.